# Eccellenza Umbria 2016-2017
Il campionato italiano di calcio di Eccellenza regionale 2016-2017 è il ventiseiesimo organizzato in Italia. Rappresenta il quinto livello del calcio italiano ed il maggiore in ambito regionale.
Questo è il girone unico organizzato dal Comitato Regionale dell'Umbria.

## Squadre partecipanti
| Club                | Città                                   | Stadio                                          | Stagione 2015-2016                              |
| ------------------- | --------------------------------------- | ----------------------------------------------- | ----------------------------------------------- |
| Angelana            | Santa Maria degli Angeli di Assisi (PG) | Stadio Giuseppe Migaghelli                      | 4° in Eccellenza Umbria                         |
| Atletico Orte       | Orte (VT)                               | Stadio Comunale (Arrone)                        | 1° in Promozione Umbria/B, promosso             |
| Bastia              | Bastia Umbra (PG)                       | Stadio Comunale                                 | 13° in Eccellenza Umbria, salvo dopo i play out |
| Castel del Piano    | Castel del Piano di Perugia             | Stadio Liborio Menicucci                        | 7° in Eccellenza Umbria                         |
| Fontanelle Branca   | Branca di Gubbio (PG)                   | Campo Sportivo Parrocchiale Santa Barbara       | 1° in Promozione Umbria/A, promosso             |
| Gualdo Casacastalda | Gualdo Tadino (PG)                      | Stadio Carlo Angelo Luzi                        | 17° in Serie D/E, retrocesso                    |
| Lama                | Lama di San Giustino (PG)               | Stadio Polchi-Laurenzi                          | 2° in Promozione Umbria/A, ripescato            |
| Massa Martana       | Massa Martana (PG)                      | Stadio Comunale                                 | 10° in Eccellenza Umbria                        |
| Narnese             | Narni (TR)                              | Stadio San Girolamo                             | 11° in Eccellenza Umbria                        |
| Petrignano          | Petrignano di Assisi (PG)               | Stadio Francesco Cicogna                        | 5° in Eccellenza Umbria                         |
| San Sisto           | San Sisto di Perugia                    | Stadio Comunale                                 | 8° in Eccellenza Umbria                         |
| Subasio             | Rivotorto di Assisi (PG)                | Stadio Giancarlo Felici                         | 2° in Eccellenza Umbria                         |
| Torgiano            | Torgiano (PG)                           | Stadio Fausto Braca                             | 9° in Eccellenza Umbria                         |
| Ventinella          | Soccorso di Magione (PG)                | Stadio Lamberto Ragni                           | 6° in Eccellenza Umbria                         |
| Villabiagio         | Villanova di Marsciano (PG)             | Stadio Elio Vestrelli (Castiglione della Valle) | 3° in Eccellenza Umbria                         |
| Voluntas Spoleto    | Spoleto (PG)                            | Stadio Comunale                                 | 18° in Serie D/E, retrocessa                    |

## Classifica
|  | Pos. | Squadra             | Pt | G  | V  | N  | P  | GF | GS | DR  |
|  | ---- | ------------------- | -- | -- | -- | -- | -- | -- | -- | --- |
|  | 1.   | Villabiagio         | 60 | 30 | 17 | 9  | 4  | 45 | 20 | +25 |
|  | 2.   | Angelana            | 56 | 30 | 16 | 8  | 6  | 50 | 33 | +17 |
|  | 3.   | Ventinella          | 55 | 30 | 16 | 7  | 7  | 45 | 26 | +19 |
|  | 4.   | Voluntas Spoleto    | 54 | 30 | 15 | 9  | 6  | 49 | 26 | +23 |
|  | 5.   | Castel Del Piano    | 53 | 30 | 14 | 11 | 5  | 46 | 31 | +15 |
|  | 6.   | Narnese             | 51 | 30 | 14 | 9  | 7  | 35 | 25 | +10 |
|  | 7.   | Bastia              | 50 | 30 | 14 | 8  | 8  | 44 | 32 | +12 |
|  | 8.   | Petrignano          | 45 | 30 | 13 | 6  | 11 | 42 | 38 | +4  |
|  | 9.   | Fontanelle Branca   | 40 | 30 | 11 | 7  | 12 | 44 | 52 | -8  |
|  | 10.  | San Sisto           | 39 | 30 | 10 | 9  | 11 | 37 | 32 | +5  |
|  | 11.  | Massa Martana       | 34 | 30 | 9  | 7  | 14 | 41 | 45 | -4  |
|  | 12.  | Lama                | 30 | 30 | 8  | 6  | 16 | 36 | 54 | -18 |
|  | 13.  | Subasio             | 29 | 30 | 6  | 11 | 13 | 35 | 42 | -7  |
|  | 14.  | Gualdo Casacastalda | 28 | 30 | 6  | 10 | 14 | 31 | 43 | -12 |
|  | 15.  | Atletico Orte       | 26 | 30 | 7  | 5  | 18 | 27 | 52 | -25 |
|  | 16.  | Torgiano            | 7  | 30 | 1  | 4  | 25 | 7  | 63 | -56 |

Legenda:

      Promossa in Serie D 2017-2018.
      Ammessa ai play-off nazionali.
 Ammesse ai play-off o ai play-out.
      Escluso a campionato in corso.
      Retrocessa in Promozione Umbria 2017-2018.
Regolamento:

Tre punti a vittoria, uno a pareggio, zero a sconfitta.
In caso di pari merito per assegnare il 1º posto (promozione diretta) ed il 16º posto (retrocessione diretta) viene disputata una gara di spareggio in campo neutro.
In caso di arrivo di due o più squadre a pari punti, la graduatoria verrà stilata secondo la classifica avulsa tra le squadre interessate, che prevede in ordine i seguenti criteri: 
- Punti negli scontri diretti
- Differenza reti negli scontri diretti
- Differenza reti generale
- Reti realizzate in generale
- Sorteggio

Nei play off e nei play out vige il criterio dei 9 punti di distacco, soglia al di sopra della quale, la sfida non viene disputata e la squadra meglio classificata, a seconda dei casi, o accede alla fase successiva oppure ottiene la salvezza.
Note:

Il Torgiano è stato escluso dal campionato alla 29ª giornata per aver rinunciato a disputare quattro gare ufficiali. Dopo la radiazione dai quadri federali, la società è stata rifondata ed iscritta in Seconda Categoria Umbria 2017-18.

## Risultati

### Tabellone
Ogni riga indica i risultati casalinghi della squadra segnata a inizio della riga, contro le squadre segnate colonna per colonna (che invece avranno giocato l'incontro in trasferta). Al contrario, leggendo la colonna di una squadra si avranno i risultati ottenuti dalla stessa in trasferta, contro le squadre segnate in ogni riga, che invece avranno giocato l'incontro in casa.
|                     | ANG  | ATL  | BAS  | CAS  | FON  | GUA  | LAM  | MAS  | NAR  | PET  | SAN  | SUB  | TOR  | VEN  | VIL  | VOL  |
| ------------------- | ---- | ---- | ---- | ---- | ---- | ---- | ---- | ---- | ---- | ---- | ---- | ---- | ---- | ---- | ---- | ---- |
| Angelana            | –––– | 1-2  | 0-1  | 3-0  | 3-0  | 3-2  | 2-0  | 2-1  | 2-0  | 2-0  | 2-1  | 1-0  | 0-0  | 0-0  | 1-1  | 1-2  |
| Atletico Orte       | 2-3  | –––– | 0-2  | 2-2  | 3-2  | 0-2  | 2-2  | 2-2  | 0-1  | 1-0  | 0-0  | 0-2  | 3-1  | 0-1  | 0-2  | 1-2  |
| Bastia              | 2-1  | 2-1  | –––– | 2-1  | 1-2  | 2-2  | 1-0  | 4-1  | 0-0  | 1-1  | 1-1  | 1-1  | 3-0  | 1-3  | 1-1  | 1-1  |
| Castel del Piano    | 1-1  | 5-0  | 1-0  | –––– | 1-0  | 2-1  | 5-1  | 1-2  | 1-0  | 2-0  | 2-1  | 2-1  | 3-0  | 1-0  | 1-1  | 4-4  |
| Fontanelle Branca   | 1-3  | 1-2  | 1-4  | 2-2  | –––– | 0-1  | 2-1  | 3-1  | 1-1  | 3-3  | 3-1  | 3-2  | 2-0  | 1-2  | 2-1  | 0-0  |
| Gualdo Casacastalda | 0-1  | 3-1  | 0-2  | 0-0  | 3-3  | –––– | 2-2  | 0-2  | 1-1  | 0-2  | 1-1  | 2-0  | 3-1  | 1-4  | 1-1  | 0-1  |
| Lama                | 2-2  | 1-0  | 1-2  | 1-2  | 4-2  | 1-0  | –––– | 1-4  | 1-3  | 1-2  | 1-0  | 1-1  | 3-0  | 1-2  | 0-1  | 0-2  |
| Massa Martana       | 5-1  | 0-1  | 0-1  | 0-1  | 0-1  | 1-1  | 1-3  | –––– | 2-1  | 2-3  | 3-0  | 0-0  | 4-0  | 1-1  | 0-3  | 2-0  |
| Narnese             | 1-1  | 0-0  | 0-1  | 2-2  | 1-2  | 1-1  | 3-1  | 4-1  | –––– | 2-1  | 1-0  | 2-0  | 1-0  | 2-1  | 2-0  | 2-1  |
| Petrignano          | 2-3  | 1-0  | 2-1  | 1-0  | 2-3  | 1-0  | 3-0  | 1-1  | 0-1  | –––– | 3-1  | 1-0  | 1-0  | 4-3  | 0-0  | 2-2  |
| San Sisto           | 1-1  | 3-0  | 2-1  | 0-0  | 1-1  | 3-0  | 0-1  | 5-2  | 1-1  | 1-0  | –––– | 1-1  | 3-1  | 2-1  | 0-0  | 0-2  |
| Subasio             | 0-1  | 3-1  | 2-2  | 2-2  | 1-1  | 3-2  | 3-1  | 1-2  | 0-1  | 2-2  | 0-3  | –––– | 2-0  | 3-1  | 1-1  | 1-2  |
| Torgiano            | 0-3  | 0-3  | 0-2  | 0-1  | 0-1  | 0-1  | 1-1  | 0-0  | 0-1  | 0-3  | 0-3  | 0-0  | –––– | 0-2  | 1-2  | 2-0  |
| Ventinella          | 1-1  | 2-0  | 1-0  | 1-1  | 2-1  | 2-0  | 2-3  | 0-0  | 2-0  | 3-1  | 1-0  | 2-1  | 3-0  | –––– | 2-0  | 0-0  |
| Villabiagio         | 2-3  | 5-0  | 2-0  | 3-0  | 1-0  | 1-1  | 1-1  | 2-1  | 2-0  | 2-0  | 2-1  | 2-0  | 2-0  | 1-0  | –––– | 2-1  |
| Voluntas Spoleto    | 3-2  | 1-0  | 4-2  | 0-0  | 5-0  | 1-0  | 3-0  | 2-0  | 0-0  | 1-0  | 0-1  | 2-2  | 7-0  | 0-0  | 0-1  | –––– |

## Spareggi

### Play-off

#### Tabellone
|  | Semifinali | Semifinali       | Semifinali |            |   | Finale         | Finale | Finale |  |
|  |            |                  |            |            |   |                |        |        |  |
|  | 2          | Angelana         | 2          |            |   |                |        |        |  |
|  | 2          | Angelana         | 2          |            |   |                |        |        |  |
|  | 5          | Castel del Piano | 0          |            |   |                |        |        |  |
|  | 5          | Castel del Piano | 0          |            | 2 | Angelana (dts) | 2      |        |  |
|  |            |                  |            |            | 2 | Angelana (dts) | 2      |        |  |
|  |            |                  | 3          | Ventinella | 2 |                |        |        |  |
|  | 3          | Ventinella (dts) | 3          | Ventinella | 2 | 0              |        |        |  |
|  | 3          | Ventinella (dts) |            |            |   |                |        |        |  |
|  | 4          | Voluntas Spoleto | 0          |            |   |                |        |        |  |

#### Semifinali
|            | Risultati |                  | Luogo e data                            |
| ---------- | --------- | ---------------- | --------------------------------------- |
| Angelana   | 2-0       | Castel del Piano | Santa Maria degli Angeli, 6 maggio 2017 |
| Ventinella | 0-0 (dts) | Voluntas Spoleto | Soccorso di Magione, 6 maggio 2017      |
|            |           |                  |                                         |

#### Finale
|          | Risultati |            | Luogo e data                             |
| -------- | --------- | ---------- | ---------------------------------------- |
| Angelana | 2-2 (dts) | Ventinella | Santa Maria degli Angeli, 13 maggio 2017 |
|          |           |            |                                          |

### Play-out
|         | Risultati |                     | Luogo e data                        |
| ------- | --------- | ------------------- | ----------------------------------- |
| Lama    | 2-2 (dts) | Atletico Orte       | Lama di San Giustino, 7 maggio 2017 |
| Subasio | 2-0 (dts) | Gualdo Casacastalda | Rivotorto di Assisi, 7 maggio 2017  |
|         |           |                     |                                     |